# بادي براون (لاعب كرة قدم أمريكية)
بادي براون (بالإنجليزية: Buddy Brown)‏ هو لاعب كرة قدم أمريكية أمريكي، ولد في 9 يونيو 1950 في تالاهاسي في الولايات المتحدة.